# Differenciálgeometria

Egy hiperbolikus paraboloidra (nyeregfelületre) vetített háromszög, és két divergáló ultrapárhuzamos vonal

A differenciálgeometria a matematika azon ága, amely a differenciálszámítás, az integrálszámítás és a lineáris algebra módszereinek segítségével tanulmányozza a geometria problémáit. A sík- és térgörbék elmélete, és a felületek a háromdimenziós euklideszi térben alkották a 18. és 19. század során az alapot a differenciálgeometria fejlődésére.
A késő 19. századtól a differenciálgeometria egy, a differenciálható sokaságokon található geometriai struktúrákkal inkább általánosságban foglalkozó területté nőtte ki magát. A differenciálgeometria szoros kapcsolatban áll a differenciáltopológiával és a differenciálegyenletek elméletének geometriai aspektusaival. A felületek differenciálgeometriája ezen területre jellemző sok kulcsfontosságú gondolatot és technikát foglal magában.

## Fejlődésének története
A differenciálgeometria a görbék és felszínek matematikai elemzésének eredményeként és azzal kapcsolatban adódott és fejlődött. A görbék és felületek matematikai elemzése a számtanban felbukkant egyes bosszantó és megválaszolatlan kérdések megválaszolására fejlődött ki, mint a komplex alakzatok és görbék, sorozatok és analitikai függvények közti összefüggések okai, Ezek a megválaszolatlan kérdések nagyobb, rejtett összefüggéseket jeleztek.
Amikor a görbék, a görbék által bezárt felületek és a görbéken levő pontok kvantitatívnak, és általában matematikai formákkal kapcsolatosnak találtattak, a görbék és felületek természetének hivatalos tanulmányozása 1795-ben Monge értekezésével, és különösen Gauss Commentationes Societatis Regiae Scientiarum Gottingesis Recentiores-ban megjelent "Disquisitiones Generales Circa Superficies Curvas" című cikkével 1827-ben saját jogú tudományterületté vált.

## Ágai

### Riemann-geometria
A Riemann-geometria a Riemann-sokaságokat tanulmányozza, a Riemann-metrikával rendelkező sima sokaságokat. Ez egy elképzelés a távolság kifejezésére egy, a tangens térben minden ponton meghatározott sima pozitív definit szimmetrikus bilineáris forma segítségével. A Riemann-geometria általánosítja az Euklideszi geometriát olyan terekre, amelyek nem szükségszerűen laposak, bár minden pontban infinitezimálisan, azaz a közelítés első rangjában hasonlítanak az Euklideszi terekre. A hosszúságon alapuló különböző elképzelések, mint a görbék ívhossza, a sík régiók területe és a téridomok térfogata mind rendelkeznek hasonlatosakkal a Riemann-geometriában. Egy függvény többváltozós differenciálszámításból származó iránymenti deriváltjának elképzelése a Riemann-geometriában egy tenzor kovariáns deriváltjának az elképzelésévé bővül. Az analízis sok elképzelése és technikája, valamint a differenciálegyenletek általánosításra kerültek a Riemann-sokaságok keretein belül.
Egy Riemann-sokaságok közötti távolságmegőrző diffeomorfizmust izometriának hívunk. Ez az elképzelés meghatározható helyileg is, azaz pontok kicsi szomszédosságára. Bármely két szabályos görbe lokálisan izometrikus. Azonban Carl Friedrich Gauss Theorema egregium-a megmutatta, hogy felületek esetén egy lokális izometria léte a metrikáikra erős kompatibilitási feltételeket kényszerít rá: a Gauss-görbületeknek a megfelelő pontokon ugyanazoknak kell lenniük. Magasabb dimenziókban a Riemann-tenzor egy fontos pontonkénti, Riemann-sokasághoz társult invariáns, amely azt méri, milyen közel van ahhoz, hogy lapos legyen. A Riemann-sokaságok egy fontos osztálya a Riemann szimmetrikus terek, amelyek görbülete nem feltétlenül állandó. Ezek a legközelebbi hasonlatosságok a "hagyományos" síkhoz és térhez az Euklideszi és nemeuklideszi geometriában.

### Pszeudo-Riemann-geometria
A pszeudo-Riemann-geometria általánosítja a Riemann-geometriát arra az esetre, amelyben a metrika tenzornak nem kell pozitív definitnek lennie.
Az egyik különös esete ennek egy Lorentz-sokaság, amely Einstein gravitációról szóló általános relativitáselméletének az alapja.

### Finsler-geometria
A Finsler-geometria vizsgálatának fő tárgya a Finsler-sokaság. Ez egy Finsler-metrikával, azaz egy minden egyes tangens téren meghatározott Banach-normával rendelkező differenciálható sokaság. A Riemann-sokaságok a sokkal általánosabb Finsler-sokaságok különleges esetei. A Finsler-struktúra az {\displaystyle M} sokaságon egy {\displaystyle F:TM\to [0,\infty )} függvény, melyre teljesül:
1. {\displaystyle F(x,mv)=mF(x,v)\quad \forall (x,v)\in TM,\,m\geq 0},
2. {\displaystyle F} tetszőlegesen sokszor differenciálható a {\displaystyle TM\setminus \{0\}} halmazon,
3. Az {\displaystyle F^{2}} bármely {\displaystyle v\in T_{x}M} vektorban értelmezett Hesse-mátrixa pozitív definit.

### Szimplektikus geometria
A szimplektikus geometria a szimplektikus sokaságok vizsgálata. Egy majdnem szimplektikus sokaság egy minden egyes tangens téren simán változó nemelfajuló ferdén szimmetrikus bilineáris formával, azaz egy szimplektikus formának hívott ω nemelfajuló 2-formával felszerelt differenciálható sokaság. A szimplektikus sokaság egy majdnem szimplektikus sokaság, amelyre a ω szimplektikus forma zárt, tehát dω = 0.
A két szimplektikus sokaság közti diffeomorfizmust, amely megőrzi a szimplektikus formát, szimplektomorfizmusnak hívjuk. A nemelfajuló ferdén szimmetrikus bilineáris forma csak a páros dimenziós vektorterekben létezhet, így a szimplektikus sokaságoknak is szükségszerűen páros dimenziójuk van. Két dimenzióban a szimplektikus sokaság csak egy területformával felruházott felület, és a szimplektomorfizmus egy területmegőrző diffeomorfizmus. Egy mechanikai rendszer fázistere egy szimplektikus sokaság, és már hallgatólagosan megjelentek Joseph Louis Lagrange analitikus mechanikáról szóló művében, és később Carl Gustav Jacobi és William Rowan Hamilton klasszikus mechanikai megfogalmazásaiban.
Ellentétben a Riemann-geometriával, ahol a görbület szolgáltatja a Riemann-sokaságok egy helyi invariánsát, a Darboux-tétel azt állítja, hogy az összes szimplektikus sokaság lokálisan izomorf. Egy szimplektikus sokaság egyedüli invariánsai természetükben globálisak, és a szimplektikus geometriában a topológiai szempontok játszanak kitüntetett szerepet. A szimplektikus topológiában az első eredmény valószínűleg a Poincaré–Birkhoff-tétel, amelyet Henri Poincaré sejtett meg, és később G.D. Birkhoff bizonyította 1912-ben. Azt állítja, hogy ha egy körgyűrű egy területmegőrző térképe mindegyik határoló összetevőt az ellenkező irányba csavarja, akkor a térképnek van legalább két rögzített pontja.

### Kontakt geometria
A kontakt geometria a páratlan dimenziók bizonyos sokaságaival foglalkozik. Hasonló a szimplektikus geometriához, és ugyanúgy a klasszikus mechanikát hivatott leírni. Egy kontakt struktúra egy {\displaystyle (2n+1)} – dimenziós {\displaystyle M} sokaságon egy {\displaystyle H} sima hipersíkmezővel van megadva a tangens nyalábban, ami a lehető legmesszebb áll egy differenciálható függvény szinthalmazával az {\displaystyle M}-en (a szakmai kifejezés a "teljesen nem integrálható tangens hipersík eloszlás"). Minden egyes {\displaystyle p} pont környezetében egy hipersík eloszlást egy sehol el nem tűnő {\displaystyle \alpha } 1-forma határoz meg, ami egy sehol el nem tűnő függvénnyel való szorzásig egyedi:
{\displaystyle H_{p}=\ker \alpha _{p}\subset T_{p}M.}
Egy lokális 1-forma {\displaystyle M}-en egy kontakt forma, ha a {\displaystyle H}-ra limitált külső deriváltja egy nemelfajuló 2-forma, és így a {\displaystyle H_{p}}-n minden egyes pontban egy szimplektikus struktúrát alkot. Ha a {\displaystyle H} eloszlás egy {\displaystyle \alpha } globális 1-formával meghatározható, akkor ez a forma akkor és csak akkor kontakt, ha a csúcsdimenziós forma
{\displaystyle \alpha \wedge (d\alpha )^{n}}
egy térfogatforma {\displaystyle M}-en, azaz sehol el nem tűnik. A Darboux-tétel egy kontakt analógiája szerint minden kontakt struktúra egy páratlan dimenziós sokaságon lokálisan izomorf, és egy bizonyos lokális normálalakba hozható a koordináta-rendszer megfelelő választásával.

### Komplex és Kähler-geometria
A komplex differenciálgeometria a komplex sokaságok vizsgálata.
A majdnem komplex sokaság egy (1, 1) típusú tenzorral felruházott valódi {\displaystyle M} sokaság, azaz egy (majdnem komplex struktúrának hívott) vektornyaláb endomorfizmus
{\displaystyle J:TM\rightarrow TM}, úgy, hogy {\displaystyle J^{2}=-1.\,}
Ebből a meghatározásból következik, hogy egy majdnem komplex sokaság páros dimenziójú.
Egy majdnem komplex sokaságot akkor hívunk komplex-nek, ha {\displaystyle N_{J}=0}, ahol {\displaystyle N_{J}} egy {\displaystyle J}-hez kapcsolódó (2, 1) típusú tenzor, amit Nijenhuis-tenzornak hívnak (vagy néha torzió-nak).
Egy majdnem komplex sokaság akkor és csak akkor komplex, ha megenged egy holomorf koordináta atlaszt.
A majdnem Hermit-féle struktúra (vagy majdnem hermitikus struktúra) egy majdnem komplex J struktúrával van megadva, a g Riemann-féle metrikával együtt, amely teljesíti a
{\displaystyle g(JX,JY)=g(X,Y)\,}
kompatibilitási feltételt.
Egy majdnem Hermit-féle struktúra természetszerűleg egy differenciál 2-formát határoz meg
{\displaystyle \omega _{J,g}(X,Y):=g(JX,Y)\,}.
A következő két feltétel egyenértékű:
1. {\displaystyle N_{J}=0{\mbox{ ; }}d\omega =0\,}
2. {\displaystyle \nabla J=0\,},

ahol {\displaystyle \nabla } a {\displaystyle g} Levi-Civita konnexiója. Ebben az esetben a {\displaystyle (J,g)}-t egy Kähler-struktúrának hívjuk, és a Kähler-sokaság egy Kähler-struktúrával felruházott sokaság. A Kähler-sokaság egyszerre komplex és szimplektikus sokaság. A Kähler-sokaságok nagy osztálya (a Hodge-sokaságok osztálya) az összes sima komplex projektív varietással van megadva.

### CR-geometria
A CR-geometria a komplex sokaságokban levő tartományhatárok intrinzikus geometriájának a tanulmányozása.

### Differenciáltopológia
A differenciáltopológia a metrika vagy szimplektikus forma nélküli (globális) geometriai invariánsok tanulmányozása.
A differenciáltopológia olyan természetes műveletekkel kezdődik, mint a természetes vektornyalábok Lie-deriváltja és a formák de Rahm-differenciálja. A Lie-algebroidok mellett a Courant-algebroidok is kezdenek fontos szerepet játszani.

## Nyalábok és konnexiók
A vektornyalábok, a principális nyalábok és a konnexiók apparátusa rendkívül fontos szerepet játszik a modern differenciálgeometriában. Egy sima sokaság mindig rendelkezik egy természetes vektornyalábbal, a tangensnyalábbal. Pongyolán fogalmazva, ez a struktúra önmagában csak a sokaság analízisének a kifejtésére elegendő, míg a mértanhoz ezen kívül még szükség van valami módra a tangensterek viszonyításához különböző pontokban, azaz egy párhuzamos transzport fogalmára. Egy fontos példát szolgáltatnak az affin konnexiók. Egy felület esetén az {\displaystyle \mathbb {R} ^{3}}-ban, a tangensterek különböző pontokban a környező Euklideszi-tér által keletkeztetett természetes utankénti párhuzamosság felhasználásával azonosíthatók, amely tér metrika- és párhuzamosságdefiníciói jól ismertek. A Riemmann-geometriában a Levi-Civita-konnexió szolgál hasonló célt. (A Levi-Civita-konnexió az utankénti párhuzamosságot egy, a sokaságon megadott tetszőleges Riemann-metrikával kapcsolatban határozza meg.) Általánosabban, a differenciálgeometria kutatói a tereket egy vektornyaláb és egy olyan tetszőleges affin konnexió segítségével szemlélik, ami nem egy metrikával kapcsolatban van meghatározva. A fizikában a sokaság lehet a téridő kontinuum, a nyalábok és konnexiók pedig különböző fizikai mezőknek felelhetnek meg.

## Belső és külső szemlélet
A 18. század elejétől egészen a közepéig a differenciálgeometriát extrinzikus (külső) nézőpontból vizsgálták: a görbéket és felszíneket egy magasabb dimenziójú Euklideszi-térben fekvőnek tekintették (például egy felületet egy három dimenziós környező térben). A legegyszerűbb eredmények a görbék differenciálgeometriájában és a felületek differenciálgeometriájában találhatók. Riemann munkásságával kezdődően kifejlődött az intrinzikus (belső) nézőpont, amiben nem beszélhetünk a geometriai objektum "külső" mozgásáról, mert maga az objektum önálló módon adottként van értelmezve. Az alapvető eredmény itt Gauss theorema egregium-ja, azzal a hatással, hogy a Gauss-görbület egy belső invariáns.
Az intrinzikus nézőpont sokkal rugalmasabb, például a relativitáselméletben, ahol a téridő természetszerűleg nem vizsgálható külsőleg (mi lenne a "külseje"?). Azonban ennek ára van a technikai komplexitás terén: a görbület belső meghatározásai és konnexiói vizuálisan nehezebben elképzelhetővé válnak.
Ezen két nézőpont kibékíthető egymással, azaz az extrinzikus geometria az intrinzikushoz adott további struktúrának tekinthető. (Ld. a Nash beágyazási tételt.) A geometriai számtan formalizmusában egy sokaság mind külső, mind belső geometriája jellemezhető egy Weingarten-leképezésnek nevezett egyszerű bivektor-értékű 1-formával.

## Alkalmazásai
Itt található néhány példa, hogyan alkalmazható a differenciálgeometria a tudomány és matematika más területein.
- A fizikában négy felhasználást említünk meg:
  - A differenciálgeometria az a nyelv, amelyen Einstein általános relativitáselmélete kifejezésre került. Az elmélet szerint a világegyetem egy pszeudo-Riemann metrikával rendelkező sima sokaság, ahol a metrika leírja a téridő görbületét. Ennek a görbületnek a megértése lényeges a műholdak Föld körüli pályára helyezéséhez. A differenciálgeometria szintén nélkülözhetetlen a gravitációs lencse és a fekete lyukak vizsgálatánál.
  - A differenciálformák használatosak az elektromágnesség tanulmányozásában.
  - A differenciálgeometriának megvannak az alkalmazásai mind a Lagrange-i mechanika, mind a Hamilton-i mechanika területén. Különösen a szimplektikus sokaság használható fel a Hamilton rendszer vizsgálatánál.
  - A Riemann-i geometriát és a kontakt geometriát használták a geometrotermodinamika formalizmusának a megalkotásánál, ami a termodinamika klasszikus egyensúlyában talált alkalmazást.
- A kémiában és a biofizikában a különböző nyomás alatti sejtmembrán-struktúrák modellezésekor.
- A közgazdaságtanban a differenciálgeometriának az ökonometria területén vannak alkalmazásai.[5]
- A mértani modellezés (ideértve a számítógépes grafikát) és a számítógéppel segített geometriai tervezés a differenciálgeometriából származó gondolatokból merít.
- A mérnöki tudományokban a differenciálgeometria a digitális jelfeldolgozás területén felmerülő problémák megoldásában alkalmazható.[6]
- Az irányítástechnikában a differenciálgeometria a nemlineáris vezérlők, különösen a geometriai vezérlés elemzésére használható[7]
- A valószínűségszámításban, a statisztikában és az információelméletben a különböző struktúrák Riemann-sokaságként interpretálhatók, ami az információs geometria területét hozza létre, főleg a Fisher információs metrikán keresztül.
- A strukturális geológiában a differenciálgeometriát a geológiai struktúrák elemzésére és leírására használják.
- A számítógépes látásban a differenciálgeometriát az alakzatok elemzésében használják.[8]
- A képfeldolgozásban a differenciálgeometriát a nem lapos felszínek adatainak feldolgozásánál és elemzésénél használják.[9]
- Grigorij Perelman, a Ricci-áramlás technikáit felhasználó megoldása a Poincaré-sejtés esetén megmutatta a differenciálgeometriai megközelítés erejét a topológia kérdéseiben, és kiemelte fontos szerepét analitikai módszereiben.
- A vezetéknélküli kommunikációban Grassmanni sokaságokat használunk a többantennás rendszerekben a nyalábformáláshoz.[10]

## Fordítás
Ez a szócikk részben vagy egészben  a   Differential geometry című angol Wikipédia-szócikk ezen változatának fordításán alapul.  Az eredeti cikk szerkesztőit annak laptörténete sorolja fel. Ez a jelzés csupán a megfogalmazás eredetét és a szerzői jogokat jelzi, nem szolgál a cikkben szereplő információk forrásmegjelöléseként.